# Liste de fromages français

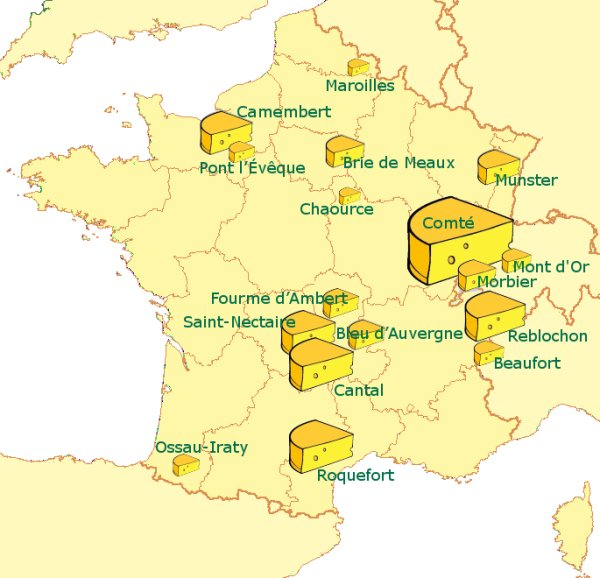
Carte des principaux fromages AOC (la taille du symbole équivaut à la taille de la production).

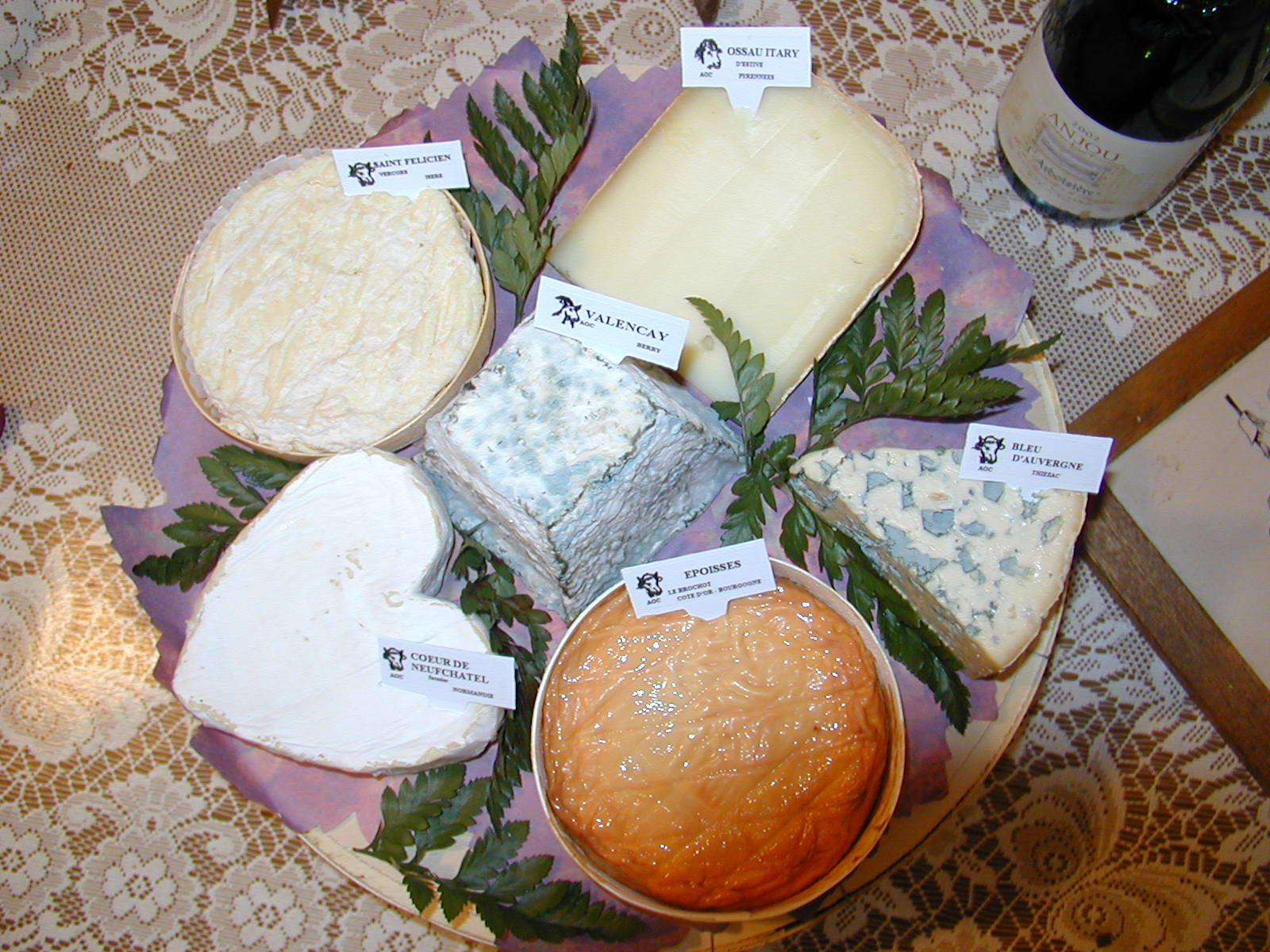
Assortiment de six fromages français (du centre puis dans le sens des aiguilles d'une montre) : valençay, ossau-iraty, bleu d'Auvergne, époisses, cœur de Neufchâtel et saint-félicien.

En France, les producteurs fermiers, les artisans et les industriels fabriquent, au début du XXIe siècle, plus d'un millier de variétés de fromages. En 2015, le Centre national interprofessionnel de l'économie laitière en répertorie 1 200 et le Guide 2015 des fromages au lait cru publié par le magazine Profession fromager, pas moins de 1 800 produits classés par région et par grande famille technologique. Cette versatilité s'explique par les très nombreuses variations dans l’espace et dans le temps que connaissent les fromages « fermiers » mais aussi d’un producteur à l’autre, et par des produits relevant d’une même recette mais qui peuvent être commercialisés sous des noms différents au sein des fromages industriels.
Cette diversité aurait inspiré au général de Gaulle une phrase, probablement apocryphe,, restée célèbre : « Comment voulez-vous gouverner un pays où il existe 246 variétés de fromage ? ». Le nombre de fromage varie selon la transcription de cette citation : 227, 258, 324 voire 365. Cette diversité provient probablement de la confusion faite avec le nombre de fromages qui a donné naissance à une locution désignant la France : le « pays des 300 fromages » (le nombre varie). On dit aussi qu'il existe un fromage différent pour chaque jour de l'année (au nombre de 365),. Le colonel Rémy rapporte également dans ses mémoires qu'un de ses amis anglais, Kay Harrison, lui aurait déclaré, pendant la Seconde Guerre mondiale et l'occupation de la France par l'Allemagne, qu'« un pays comme la France, qui sait fabriquer plus de deux cents sortes de fromages, ne peut pas mourir » (on trouve aussi cette citation attribuée sous différentes formes à Winston Churchill,).
Plusieurs appellations d'origine de fromage bénéficient de préservations quant à leur utilisation commerciale, celles-ci encadrant la production du lait et sa transformation en fromage : 46 appellations de fromages bénéficient de l'appellation d'origine contrôlée (AOC) au niveau français et de l'appellation d'origine protégée (AOP) au niveau de l'Union européenne ; 10 appellations de fromages bénéficient de l'indication géographique protégée (IGP) et 6 appellations de fromages bénéficient de la marque Label rouge.
Depuis 2001, l'association Fromages de terroir organise tous les ans, à la fin du mois de mars, une journée nationale du fromage.
- Haut – A
- B
- C
- D
- E
- F
- G
- H
- I
- J
- K
- L
- M
- N
- O
- P
- Q
- R
- S
- T
- U
- V
- W
- X
- Y
- Z

## A
- Abbaye (Fromages d'…) :
  - Abbaye de Cîteaux, Côte-d'Or
  - Abbaye la Joie Notre-Dame, Morbihan (marque et fabrication abandonnées)
  - Abbaye de la Pierre-Qui-Vire, Yonne
  - Abbaye de Tamié, Savoie
  - Chambaran, Isère (marque et fabrication abandonnées)
  - Mont des Cats, Nord
  - Port-Salut, Mayenne (production, transformation et fromage disparus sous leurs formes originelles)
  - Pur Brebis de l'Abbaye de Belloc, Pyrénées-Atlantiques
  - Trappe de la Coudre, Mayenne
  - Trappe de Bricquebec, Normandie (marque revendue et fabrication abandonnée à Les Maîtres laitiers du Cotentin)
  - Trappe Échourgnac, Dordogne
  - Trappe de Timadeuc et Timanoix, Bretagne
- Abondance, Haute-Savoie
- Affidélice, Époisses, Bourgogne
- Aiguille d'Orcières, Hautes-Alpes
- Aisy, Bourgogne
  - Aisy Cendré, Bourgogne
- Alzitone, Corse
- Ami de Chambertin, Bourgogne
- Amou, Gascogne
- Amour de Nuits, Bourgogne
- Angelot, Pays d'Auge, Normandie
- Anneau du Vic-Bilh, Béarn et Gascogne
- Annot, Alpes-de-Haute-Provence
- Arnégui, Pays Basque
- Arôme au vin blanc, Rhône-Alpes
- Arôme de Gêne de Marc ou Arôme de Lyon, Rhône-Alpes
- Arrigny, Champagne-Ardenne
- Arthon, Centre
- Artisons (fromages aux), Haute-Loire, Cantal
- Aunis, Aunis
- Aulnay-de-Saintonge, Poitou
- Autun, Bourgogne

## B
- Babybel, Mayenne, Pays de Loire

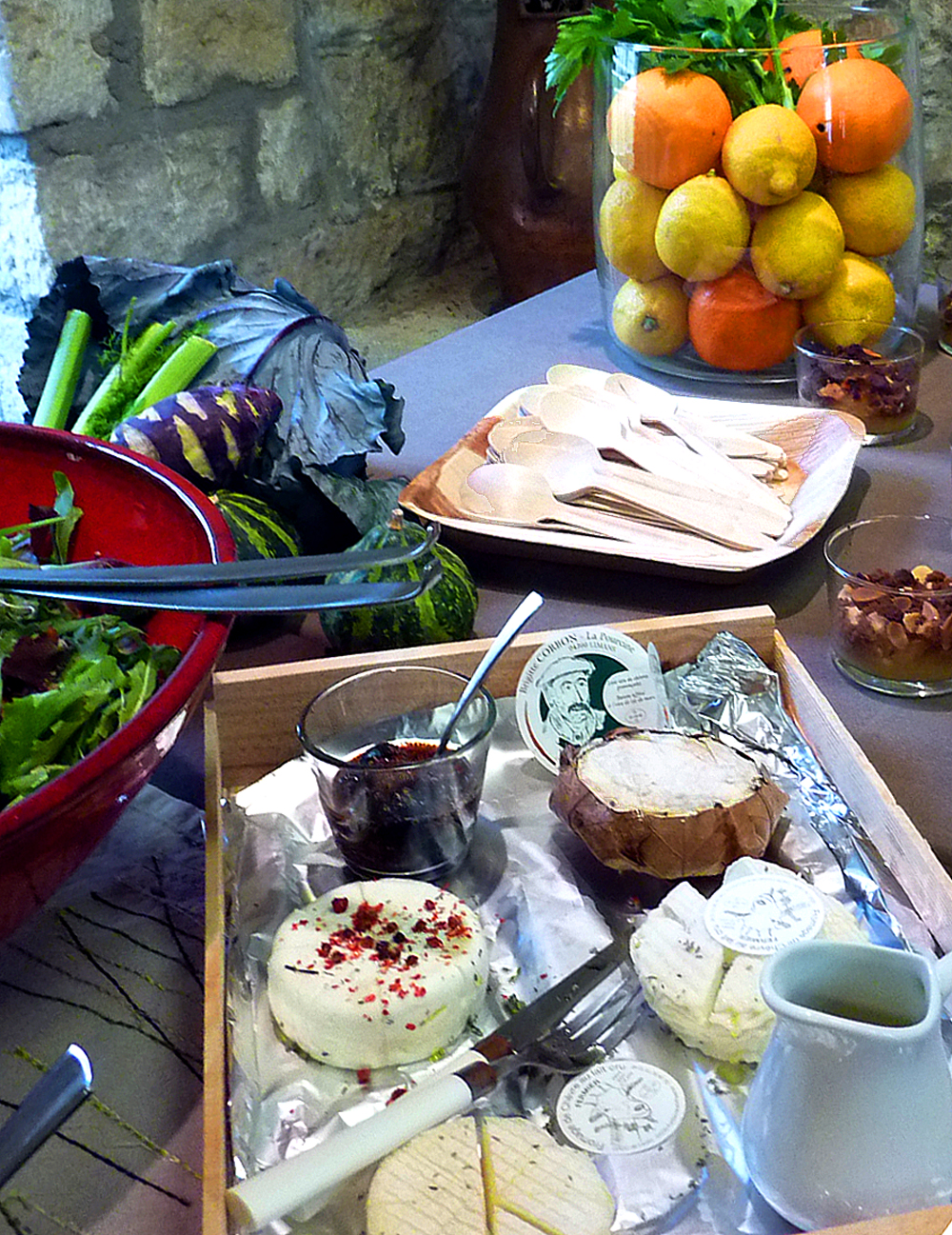
Banon et différents fromages de chèvre de Haute-Provence.

- Baguette laonnaise, Aisne, Picardie
- Bamalou, Ariège
- Banon, Provence, AOC 2003
- Barberey, ou troyen cendré, Champagne.
- Barousse, Pyrénées
- Bargkass, Vosges
- Batistin, au lait de vache, Pas-de-Calais
- Bayard Gourmand, Île-de-France
- Beaufort, Savoie essentiellement, AOC 1993
  - Beaufort fermier, Beaufortain, Savoie
- Beaujolais, Rhône-Alpes
- Beaumont, Savoie, Haute-Savoie
- Belle des champs, Aisne, Picardie
- Belval, Le Belval, avec plusieurs déclinaisons, Pas-de-Calais
- Berger plat, Bresse, Rhône-Alpes
- Bergues, Flandre française
- Besace, Savoie
- Bethmale, Ariège
- Bezenet, Allier
- Bichonnet, Bigorre, Hautes-Pyrénées
- Bigoton, Loiret
- Bilou, Jura
- Bite d'âne, Loir-et-Cher
- Bleus
  - Bleu d'Auvergne, Auvergne AOC 1975 
    - Bleu de Costaros, Auvergne
    - Bleu des Cayres, Auvergne
    - Bleu de Florèze, Saint-Flour, Cantal, Auvergne
    - Bleu de Langeac, Auvergne
    - Bleu de Laqueuille, Auvergne
    - Bleu de Loudes, Auvergne
    - Bleu de Thiézac, Auvergne
    - Bleu de Valey, Auvergne

  - Le Bleu des Basques, Pays basque
  - Bleu de Beauce, Beauce
  - Bresse Bleu, Bresse
  - Bleu de Bonneval, Savoie
  - Bleu des Causses, Rouergue, AOC 1975
  - Bleu de Corse, Corse
  - Bleu de Gex, Pays de Gex AOC 1977 
    - Bleu de Septmoncel, Jura
    - Bleu du Haut-Jura, Jura

  - Bleu de Provence, Haute-Provence
  - Bleu du Quercy, Quercy
  - Bleu de Sainte-Foy, Savoie
  - Bleu de Séverac, Rouergue
  - Bleu de Termignon, Savoie
  - Bleu du Vercors-Sassenage, Dauphiné, AOC 1998
- Boisseau, Île-de-France
- Bonde de Gâtine, Poitou
- Bondard, Normandie
- Bondon, Normandie
  - Bondon à la fleur de sel, Poitou
- Bon grivois, Haut-Doubs, Franche-Comté
- Bons mayennais, Mayenne, Pays de Loire
- Bosson macéré, Ardèche (Vivarais) et Bouches-du-Rhône (Crau)
- Bouca, Val de Loire
- Boucantrin, Dauphiné
- Bouchon
  - Bouchon charentais, Charentes
  - Bouchon de Sancerre, Sancerrois, Centre Val de Loire
  - Bouchon lyonnais, Lyonnais
- Bougon, Poitou
- Bouine, Sarthe, Pays de Loire
- Boule
  - Boule aux herbes, Bourgogne
  - Boule des moines, Morvan
- Boulet de Cassel, Nord
- Boulette
  - Boulette d'Avesnes, Nord-Pas-de-Calais
  - Boulette de Cambrai, Nord
  - Boulette de la Pierre-qui-Vire, Bourgogne
- La Bourle du Mont des Cats, Nord-Pas-de-Calais
- Bourricot, Cantal, Auvergne
- Boursin, Normandie
- Bouton
  - Bouton de chèvre
  - Bouton de Culotte, Mâconnais, Bourgogne et Haut-Beaujolais
  - Bouton d'Oc, Languedoc
- Brebis
  - Le Brebis du pays de Grasse, Provence
  - Le Brebis de Bersend, Savoie
  - Le Brebis du Lochois, Touraine
- Bressan, Rhône-Alpes
- Brézain, Haute-Savoie
- Bries :
  - Brie de Coulommiers, Île-de-France
  - Brie de Meaux, Île-de-France, Champagne, Lorraine AOC 1986
  - Brie de Melun, Île-de-France, Champagne, Bourgogne AOC 1980
  - Brie de Montereau ou Ville-Saint-Jacques, Île-de-France
  - Brie de Nangis, Île-de-France
  - Brie de Provins, Île-de-France
  - Brie fermier, Seine-et-Marne, Île-de-France
  - Brie noir, Île-de-France
  - Brie petit moulé, Île-de-France
- Brillat-savarin, Bourgogne, Normandie
- Brin d'amour ou Fleur de maquis, Corse
- Brin de Paille, Pays d'Auge, Normandie
- Brique
- Brocciu, Corse, AOC 1983
- Brouère, Vosges
- Brous, Alpes-Maritimes, Var
- Brousse, Languedoc, Provence, Côte d'Azur, Alpes du sud
  - Brousse du Rove, Bouches-du-Rhône, Provence-Alpes-Côte d'Azur
  - Bûche du Poitou, Poitou, Limousin

## C
- Cabécou, Périgord, Quercy, Rouergue
  - Cabécou d'Autan Quercy, Rouergue
  - Cabécou de Livernon, Quercy
  - Cabécou du Fel
- Cabrinu, Corse
- Cabriou ou cabrioulet, Languedoc
- Cachaille, Provence
- Cachat, Comtat Venaissin, Vaucluse
- Cacouyard, Franche-Comté
- Casgiu sartinesu ou fromage sartenais, Corse-du-Sud, Corse
- Caillé, France méridionale
- Caillebotte Aunis, Bretagne, Poitou
  - Caillebote d'Aunis, Aunis
- Caillou du Rhône, Rhône
- Callebasse, Ariège, Midi-Pyrénées
- Camemberts :
  - Camembert de Normandie, AOC depuis 1983
  - Camembert fermier
  - Camembert au calvados
  - Camembert
- Camisard, Lot, Midi-Pyrénées
- Cancoillotte ou Cancoyotte, Franche-Comté
- Cantal, Cantal, AOC 1986
  - Cantal fermier, Cantal
- Cathelain, Savoie
- Caussedou, Quercy
- Cayolar, Pyrénées-Atlantiques
- Canut, Lyon, Rhône-Alpes
- Capri lézéen, Poitou
- Capricciu, Corse
- Caprice des Dieux, Haute-Marne, Champagne-Ardennes
- Carrés :
  - Carré d'Aurillac, Cantal
  - Carré de Bonneville, Haute-Savoie
  - Carré de Bray, Normandie, Seine-Maritime : Gournay-en-Bray, Forges-les-Eaux.
  - Carré de l'Est, Lorraine et Champagne
  - Carré du Poitou, Poitou
  - Carré du Vinage, Nord (Roncq)
- Cathare, Languedoc
- Casgiu merzu, Corse
- Castagniccia, Corse
- Cavalier du Larzac, Aveyron
- Cendré
  - Cendré de Champagne, Marne
  - Cendré de Manon, Allier, Auvergne
  - Cendré de Vergy, Bourgogne
  - Cendré du Vernet, Allier, Auvergne
  - Cendré de Niort, Poitou
- Cérilly, Bourbonnais (Allier)
- Cervelle de canut ou claqueret ou tomme daubée ou sarasson, Lyonnais, Rhône
- Chabichou du Poitou, Poitou, AOC 1990
- Chabrol, Clermont-Ferrand, Puy-de-Dôme
- Chabis, Poitou, Charentes
- Chambérat fermier, Bourbonnais (Allier)
- Chamois d'or
- Chandamour, Loire Atlantique, Pays de Loire
- Chaource, Bourgogne, Champagne-Ardenne, AOC 1977
- Charolais, Saône et Loire, Allier, Loire, Rhône, AOC 2010
- Chartreux, Isère
- Château-Blâmont, Lorraine
- Chatou, Doubs
- Chaussée aux Moines, Mayenne
- Chavroux, Poitou
- Chéchy
- Chef-Boutonne, Poitou
- Chevillon, Haute-Marne
- Chèvre
  - Chèvre des Alpilles
  - Chèvre du Poitou, Poitou
  - Chèvre fermier frais du printemps
  - Chèvre fermier affiné d'automne
  - Chèvre du Mont-Ventoux
- Chèvreton
- Chevrette des Bauges, Savoie
- Chevrion, Bigorre, Hautes-Pyrénées
- Chevrotin, Savoie, Haute-Savoie, Allier AOC 2002
  - Chevrotin de Macôt, Savoie
  - Chevrotin des Aravis, Haute-Savoie
  - Chevrotin du Mont-Cenis, Savoie
  - Chevrotin de Peisey-Nancroix, Savoie
  - Chevrotin du Vernet, Allier, Auvergne
- Chevru, Seine-et-Marne, Île-de-France
- Cht'i crémeux de Réty, Pas-de-Calais
- Cht'i roux des Flandres, Nord
- Civray, Poitou-Charentes
- Claquebitou, Bourgogne
- Clochette, Poitou
- Cœur
  - Cœur d'Arras, Pas-de-Calais
  - Cœur d'Avesnes, Nord
  - Cœur de Neuchâtel, Pays de Bray, Seine-Maritime, Haute-Normandie
  - Cœur de Pommeau, Pas-de-Calais
  - Cœur du Berry, Centre
  - Cœur de Massif, Vosges
- Colombier, Côte d'Or, Bourgogne
- Comté, Franche-Comté, AOC 1958
- Comtesse de Vichy, Allier/Loire
- Confit d'Époisses, Bourgogne
- Cormeillais, Eure, Normandie
- Cornilly, Centre
- Corsica, Corse
- Cosne de Port-Aubry, Bourgogne
- Coucouron, Ardèche, Rhône-Alpes
- Couhé-Vérac, Poitou
- Coulommiers, Île-de-France, Champagne
  - Coulommiers fermier, pays briard, Seine-et-Marne, Île-de-France
- Couronne lochoise, Loches, Centre Val de Loire
- Coussignous, Var
- Cousteron, Sablé, Sarthe et Cléry, Meuse
- Coutances, Manche, Basse-Normandie
- Coup de Corne, Ariège
- Crayeux de Roncq, Nord
- Crémet du Cap Blanc Nez, Pas-de-Calais
- Crémeux du Puy, Auvergne
- Crottin
  - Crottin avesnois, Nord
  - Crottin D'Ambert, Puy de Dôme, Auvergne
  - Crottin de Chavignol ou Chavignol, Centre-Val-de-Loire, AOC 1976
  - Crottin de Berry, Berry, Centre
- Croupet, Seine et Marne, Île de France
- Curé nantais, Pays de la Loire (Pays de Retz)

Crème d'Albert (Crème de Munster) Vosges

## D
- Dauphin, Picardie, Nord-Pas-de-Calais
- Délice
  - Délice à la rose/à la violette
  - Délice d'Argental
  - Délice d'été
  - Délice de Bourgogne, Bourgogne
  - Délice de Chartreuse, Chartreuse
  - Délice de Provence, Provence
  - Délice de Saint-Cyr appelé aussi le Boursault, Centre, Île-de-France
  - Délice des bois
  - Délice du crémier
  - Délice de Pommard, ou pommard moutard (boule de fromage frais enrobée de sons de moutarde, ou de pain d’épices, ou d’anis vert, ou de bourgeons de cassis, de bruschetta, de poivre, etc), Bourgogne
- Demi-sel, Pays de Bray, Normandie et Picardie.
- Dent du chat, fromage produit par la coopérative laitière de Yenne, Savoie, Rhône-Alpes
- Deux-Chèvres, Poitou
- Dominette, Tarn-et-Garonne
- Doux chêne, Gévaudan, Haute-Loire, Auvergne.

## E
- Écume de Wimereux, Pas-de-Calais
- Écorce de sapin, Franche-Comté
- Édel de Cléron, Franche-Comté
- Emmental français, tout le territoire, notamment Bretagne
  - Emmental de Savoie ou Emmental Fruitière du Val de Fier, Haute-Savoie
  - Emmental français est-central, Franche-Comté, Lorraine, Rhône-Alpes
- Entrammes, Mayenne
- Epenouse, Haut-Doubs, Franche-Comté
- Époisses, Bourgogne, AOC 1991
- Esbareich, Hautes-Pyrénées
- Etorki, Pays basque

## F
- Faisselle, Poitou, Charentes, Touraine, Berry
- Fédou (marque), Lozère (Causse Méjean), Languedoc
- Feuille de Dreux, Cher, Centre Val de Loire
- Feuille du Limousin, Limousin
- Fiancé des Pyrénées, Hautes-Pyrénées
- Ficello, Jura
- Figue, Périgord
- Figue de Provence, Provence
- Figuette du Tarn, Languedoc
- Figou, Limousin
- Fin de siècle, Pays de Bray, Normandie
- Fium'Orbo, Corse
- Fleur bleue, vers Rambouillet, Yvelines, Île-de-France
- Fontainebleau, Seine-et-Marne, Île-de-France
- Fort de Béthune, Béthune, Pas-de-Calais
- Frinault et Frinault cendré, Loiret, Centre Val de Loire
- Fouchtra de chèvre ou de vache, Cantal, Auvergne
- Fougerus, Brie, Île-de-France
- Foudjou, Ardèche et Drôme, Rhône-Alpes
- Fourmagée, Orne, Normandie
- Fourmes
  - Fourme d'Ambert, Puy-de-Dôme, Auvergne, AOC 1986
  - Fourme d'Asco, Corse
  - Fourme de Cantal, Cantal, AOC 1986 (usage d'appellation restée dans le dialecte auvergnat)
  - Fourme de Laguiole, Aubrac (Aveyron, Cantal, Lozère) AOC 1961 (usage d'appellation restée dans le dialecte rouergat)
  - Fourme de Montbrison, Loire, moindre mesure Puy-de-Dôme, AOC 1972, AOP 2010
  - Fourme du Mézenc, Auvergne (usage d'appellation restée dans le dialecte auvergnat)
  - Fourme de Rochefort, Auvergne
  - Fourme d'Yssingeaux, Haute-Loire, Auvergne
  - Fourme de Roquefort, Aveyron, AO AOC AOP (usage d'appellation restée dans le dialecte rouergat)
  - Fourme de Salers, Cantal, AOC 1961 (usage d'appellation restée dans le dialecte auvergnat)
- Fromage
  - Fromage aux noix, Savoie
  - Fromage d'Affinois, Rhône-Alpes
    - Fromage d'Affinois Florette
    - Fromage d'Affinois Brebis
    - Fromage d'Affinois Poivre
    - Fromage d'Affinois Chèvre du Pilat

  - Fromage de Monsieur (ou Monsieur fromage) Calvados, Basse-Normandie
  - Fromage de Pays, Auvergne
  - Fromage des Plaines, Île de la Réunion
  - Fromage des vignerons, Bourgogne
  - Fromage de Troyes, Aube, Champagne
  - Fromage de vache brûlé, Pyrénées-Atlantiques
  - Fromage du curé, Pays de Retz, Loire-Atlantique, Pays de la Loire
  - Fromage du Laboureur, Dauphiné, Rhône-Alpes
  - Fromage fermier de Corse (laits de brebis et/ou de chèvre)
  - Fromage fort de la Croix-Rousse, Lyon
- Fumaillou (marque), Poitou
- Fumaison, Auvergne

## G
- Gabietou, Pyrénées
- Galets
  - Galet de Bigorre, Hautes-Pyrénées
  - Galet solognot, Centre
- Gaperon, Auvergne
- Gardian, Bouches du Rhône, Provence-Alpes-Côte d'Azur
- Gavot, Alpes
- Géromé, Alsace-Lorraine
- Géromé anisé, Alsace-Lorraine
- Gouda français, Nord-Pas-de-Calais
- Goudoulet, Ardèche, Rhône-Alpes
- Gourmelin, Pays de la Loire
- Gournay affiné, Normandie
- Gournay frais, Normandie
- Goustal, Aveyron
- Goutte
  - Goutte du Tarn-et-Garonne, Agenais
- Grand colombier des Aillons, Bauges, Savoie
- Grand Condé
- Grand Duc, Chartreuse
- Grand Montagnard, Allier, Auvergne
- Grand morin, Brie, Île-de-France
- Grand Tomachon, Bourbonnais
- Grataron de Arèsches, Savoie
- Grataron du Beaufortain, Savoie
- Gratte Paille, Champagne, Île-de-France
- Graviers du Guiers, Savoie
- Graval, Normandie
- Greuil ou Breuil, Béarn et Pays basque
- Gris de Lille, Flandre française
- Gris du Périgord, Dordogne
- Gros lorrain, Lorraine
- Gruyère français, Alpes (Savoie) et Jura (Franche-Comté)
- Guerbigny, Somme, Picardie

## H
- Herbillette, Vendée, Pays de Loire

## I
- Île d'Yeu, Vendée, Pays de Loire

## J
- Jean de Brie, Île-de-France
- Jefou, Languedoc
- Jersiais, Allier, Auvergne
- Jonchée d'Oléron, île d'Oléron, Saintonge
- Julien, Nord

## K
- Kaïkou, Pays basque
- Kéron de l'Auxois, Bourgogne
- Kidiboo, Sud-Ouest
- Kiri, Sarthe, Pays de Loire

## L
- Lacandou, Aveyron
- Laguiole, Aubrac (Aveyron, Cantal, Lozère), Occitanie, Auvergne, AOC 1961
- Langres, Champagne-Ardenne, AOC 1975
- Langrillon, Bourgogne
- Lardu, Bourgogne
- Larron d'Ors ou larron, Cambrésis, Nord-Picardie.
- Lavort, Auvergne
- Le Barbeillon, Loir-et-Cher
- Le Délice du Chalet, Allier
- Le Gramat, Lot, Occitanie
- Le Sire de Créquy, Pas-de-Calais
- Leconet sec et frais, Corrèze, Limousin
- Lévejac, Languedoc
- Livarot, Normandie, AOC depuis 1975
- Livernon, Quercy
- Lormes, Bourgogne
- Lou Magré, Gers
- Losange de Thiérarche, Nord
- Lossaba, Pays basque
- Lou peyrou, Cantal, Auvergne
- Lusignan, Poitou, Charentes
- L'Écir, commune de Curières, Aveyron
- Lou Cabrias, Aveyron, Monteils

## M
- Machecoulais, Loire Atlantique, Pays de Loire
- Mâconnais AOC, Bourgogne, AOC 2006
- Mamirollais, Franche-Comté
- Mamirolle, Franche-Comté
- Manicamp, Picardie
- Maroilles ou Marolles, Picardie et Nord, AOC 1976 
  - Maroilles Lesire, Nord-Pas-de-Calais AOC
  - Vieux-lille ou Gris de Lille, Flandre française
- Mascaré de Banon, Provence
- Mélusine, Poitou, Charentes
- Metton, Franche-Comté
- Mimolette vieille ou Boule de Lille, Flandre française (origine historique), Normandie, Pays de la Loire (production actuelle)
- Miromando, Ardèche
- Mizotte, Vendée
- Moelleux d'Arinthod, Jura
- Moelleux du Revard, Savoie
- Montatimu, Corse
- Montbriac, Haute-Loire, Auvergne
- Monts de Lacaune, Tarn, Midi-Pyrénées
- Mothe-Bougon, Poitou
- Mothe Saint-Héray, Poitou
- Montoire, Loir-et-Cher, Centre Val de Loire
- Montsalvy petit et grand, Cantal, Auvergne
- Montségur : Ariège
  - Montségur au lait de chèvre
  - Montségur au lait de brebis
- Mont des Cats, Flandre française
- Mont d'Or, Haut-Doubs, AOC 1981
- Mont d'or du lyonnais, Rhône, Rhône-Alpes
- Morbier, Franche-Comté, AOC 2000
  - Morbier fermier, Jura, Franche-Comté
- Morvan, Bourgogne
- Mothais sur feuille, Poitou, AOC 2024
- Mouflon, Corse
- Moularen, Alpes de Haute-Provence
- Moulin de Gaye, Normandie
- Moulis, Midi-Pyrénées
  - Moulis pur brebis
  - Moulis pur chèvre
  - Moulis vache
  - Moulis vache tommette
- Mousseron, Haut-Jura, Franche-Comté,
- Murol du Grand Bérioux, Auvergne
  - Murolait, Auvergne
- Munster, Lorraine, Alsace, AOC 1978 
  - Munster fermier, Bas-Rhin, Haut-Rhin, Alsace
  - Munster Géromé, Lorraine, Alsace, AOC 1978
- Muvrinu, Corse

## N
- Nanteau, Gâtinais, Seine-et-Marne, Île-de-France
- Napoléon
  - Napoléon commingeois fermier, Ariège et Comminges, Haute-Garonne
  - Napoléon, Corse
- Neufchâtel, Normandie, AOC depuis 1969
- Niolo, Corse

## O
- Oléron, île d'Oléron, Saintonge
- Olivet, Centre, Île-de-France
- Ossau-iraty, Pyrénées Atlantiques et Hautes-Pyrénées AOC 1999
- Oustet ou Bethmale, Pyrénées
- Ortolan, Franche-Comté

## P
- Paillé
  - Paillé de Bourgogne
- Paillou, Bourgogne
- Palet
  - Palet de Bourgogne
  - Palet du Poitou

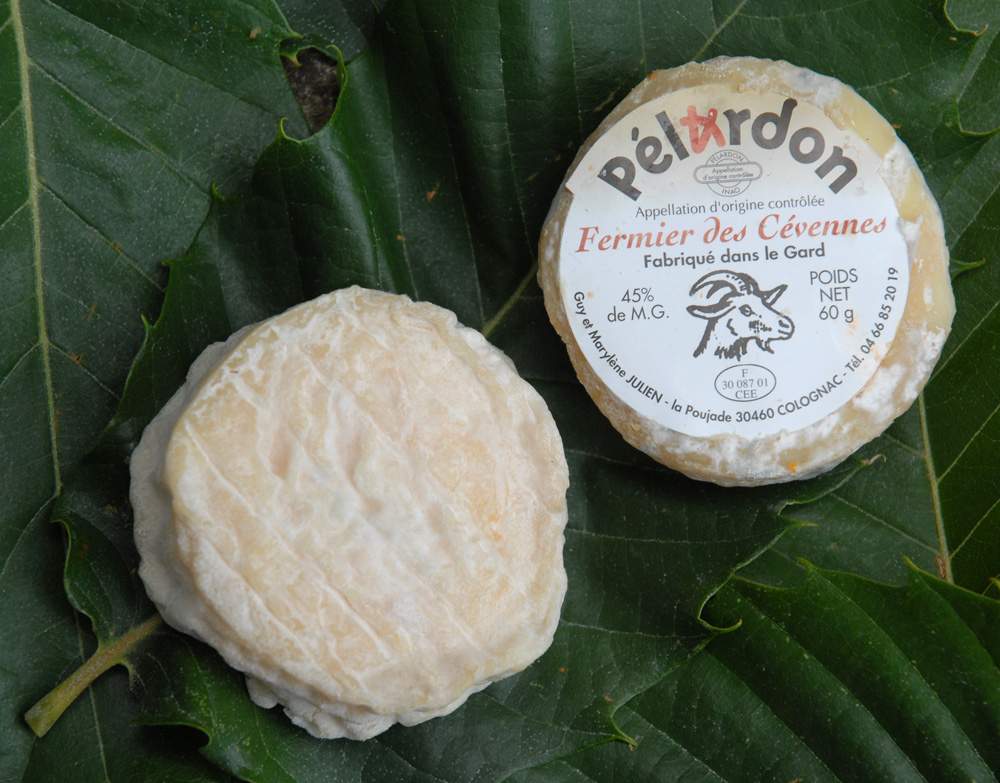
Pélardon.

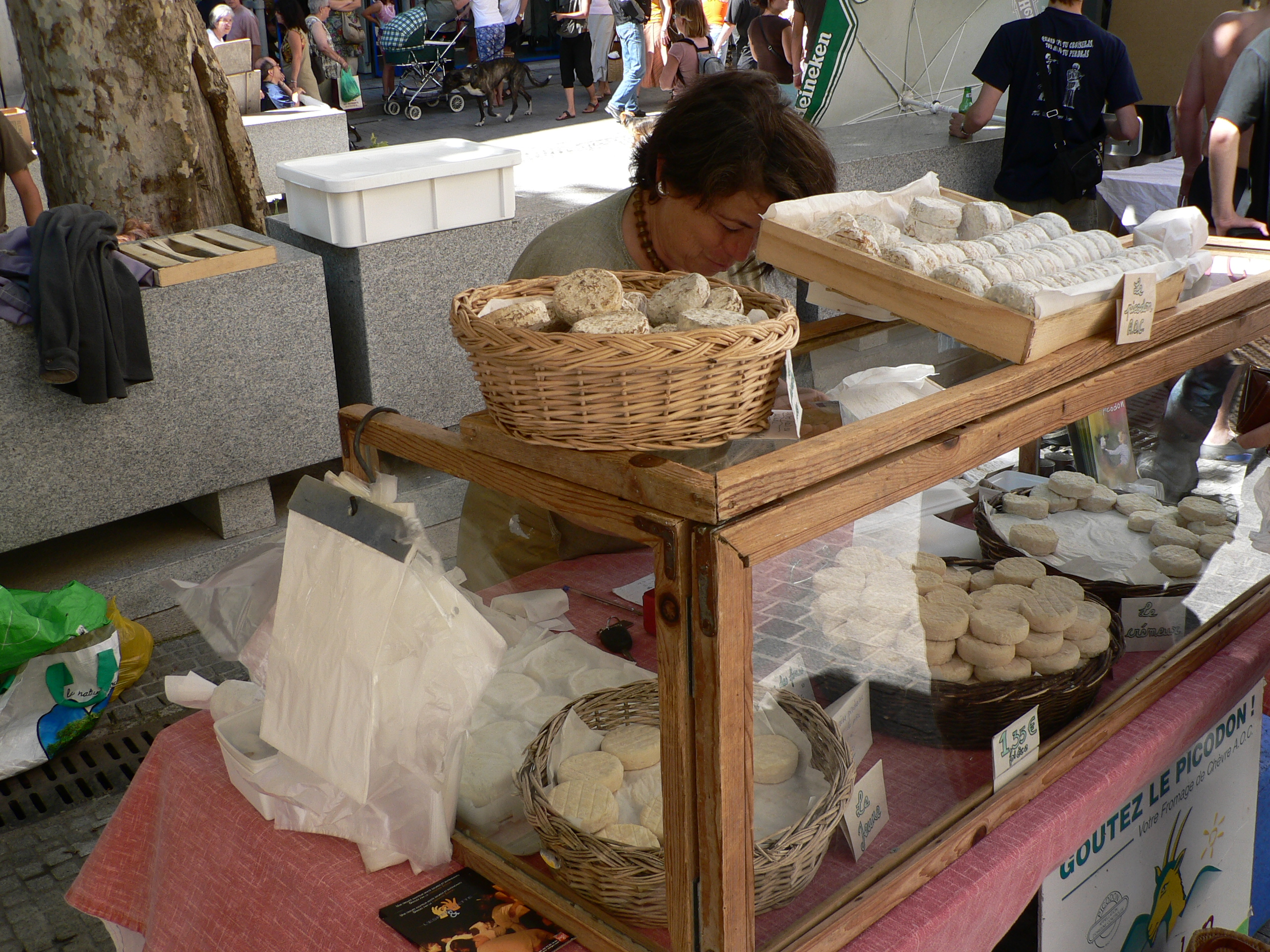
Étal de picodons au marché de Crest.

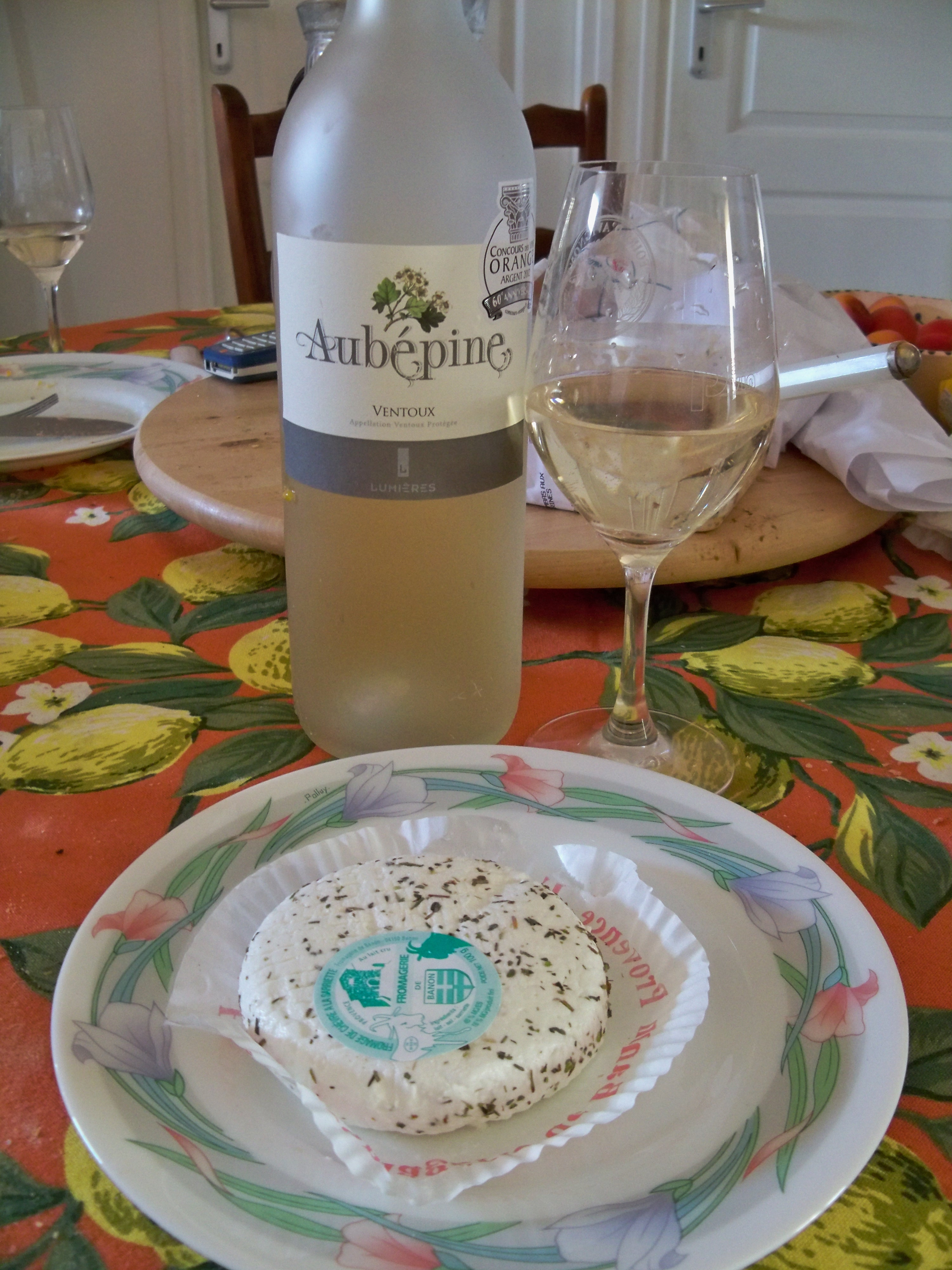
Poivre d'âne.

  - Palet de chèvre, vers Rambouillet, Yvelines, Île-de-France
  - Palet de vache
- Palouse des Aravis, Haute-Savoie
- Pamproux, Poitou, Charentes
- Pannes cendré, Loiret, Centre Val de Loire
- Parthenay, Poitou
- Pas de l'Escalette, Languedoc
- Pâtefine fort, Isère, Rhône-Alpes
- Pâtichon de Châtillon, Centre Val de Loire
- Pavé
  - Pavé aux algues, Nord-Pas-de-Calais
  - Pavé d'Affinois, Loire
  - Pavé d'Auge, Normandie
  - Pavé beauceron, Centre Val de Loire
  - Pavé corrézien, Corrèze, Limousin
  - Pavé de Roubaix, Nord
  - Pavé du Gois, Loire Atlantique, Pays de la Loire
  - Pavé du Nord, Nord
  - Pavé du Plessis, Eure, Haute-Normandie
  - Pavé du Poitou, Poitou
  - Pavé fermier à l'échalote, Nord Pas-de-Calais
- Pavin, Puy-de-Dôme, Auvergne
- Pèbre d'aï, Provence
- Pélardon :
  - Pélardon, AOC 2000
  - Pélardon des Cévennes, Cévennes
    - Pélardon d'Anduze
    - Pélardon d'Altier
- Pérail, causses et vallées de l'Aveyron
- Pérassu ou Pérachu, Haut-Jura, Franche-Comté
- Périssellois, (Brebis) Puy de Dôme, Auvergne
- Persapin, Savoie
- Persillé
  - Persillé de la Tarentaise, Savoie
  - Persillé de Tignes, Savoie
  - Persillé du Beaujolais, Rhône
  - Persillé du Semnoz, Haute-Savoie
  - Persillé des Aravis, Haute-Savoie
- Pesto corsu, Corse
- Pétafine,  Drôme, Isère
- Petit bayard, Provence, Dauphiné
- Petit beaujolais, Rhône, Rhône-Alpes
- Petit Billy, Ille-et-Vilaine, Bretagne
- Petit chèvre
  - Petit chèvre au piment d'Espelette
  - Petit chèvre au romarin
  - Petit chèvre fermier d'Île-de-France, Yvelines et Val-d'Oise, Île-de-France
- Petit pardou, Hautes-Pyrénées
- Petit Quercy, Quercy
- Petit-suisse, Normandie, Pays de Bray
- Phébus, Ariège
- Picadou, Quercy
- Pic de Bigorre, Bigorre, Hautes-Pyrénées
- Picodon, Drôme, Ardèche, Vaucluse et Gard, AOC 2000
- Pié d'Angloys, Bourgogne
- Pierre dorée, Beaujolais, Rhône
- Pigouille, Poitou, Charentes

- Pithiviers ou bondaroy au foin, Loiret, Centre Val de Loire
- Plaisir au Chablis, Côte-d'Or, Bourgogne
- Poiset au marc, Bourgogne
- Poivre d'âne, Provence
- Pont-l'évêque, Calvados, Normandie, AOC depuis 1976
- Port-Salut (voir section Abbaye (Fromages d'…))
- Pouligny-saint-pierre, Région Centre, Val de Loire, Berry, AOC 1976
- Pourly, Auxerrois, Bourgogne
- Pourri bressan, Bresse, Ain
- Prestige de Bourgogne
- P'tit Basque, Pays basque
- P'it saint-faron, pays briard, Seine-et-Marne, Île-de-France
- Pyramide
  - Pyramide cendrée, Poitou, Charentes
  - Pyramide, Centre Val de Loire

## R

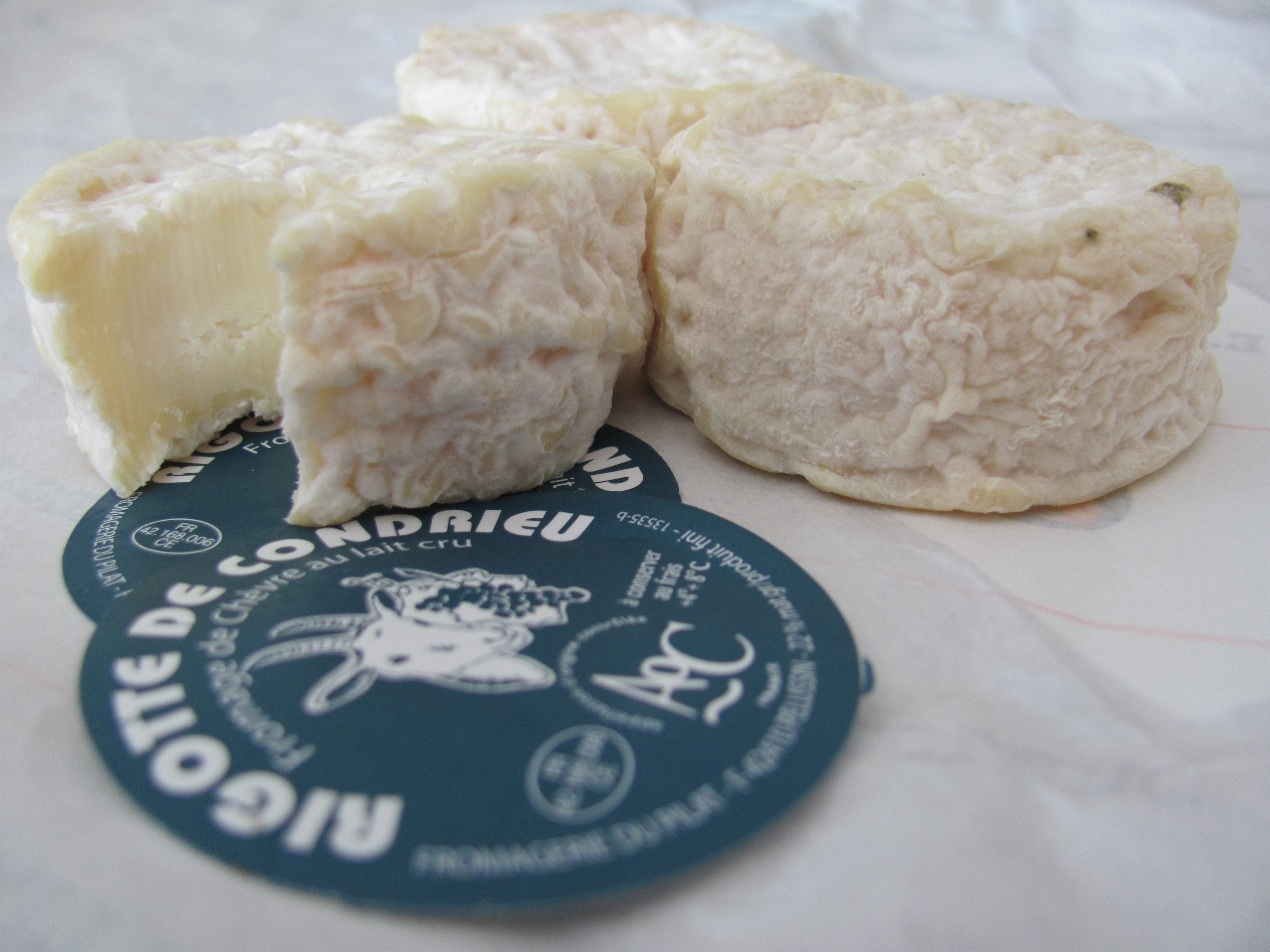
Rigottes de Condrieu.

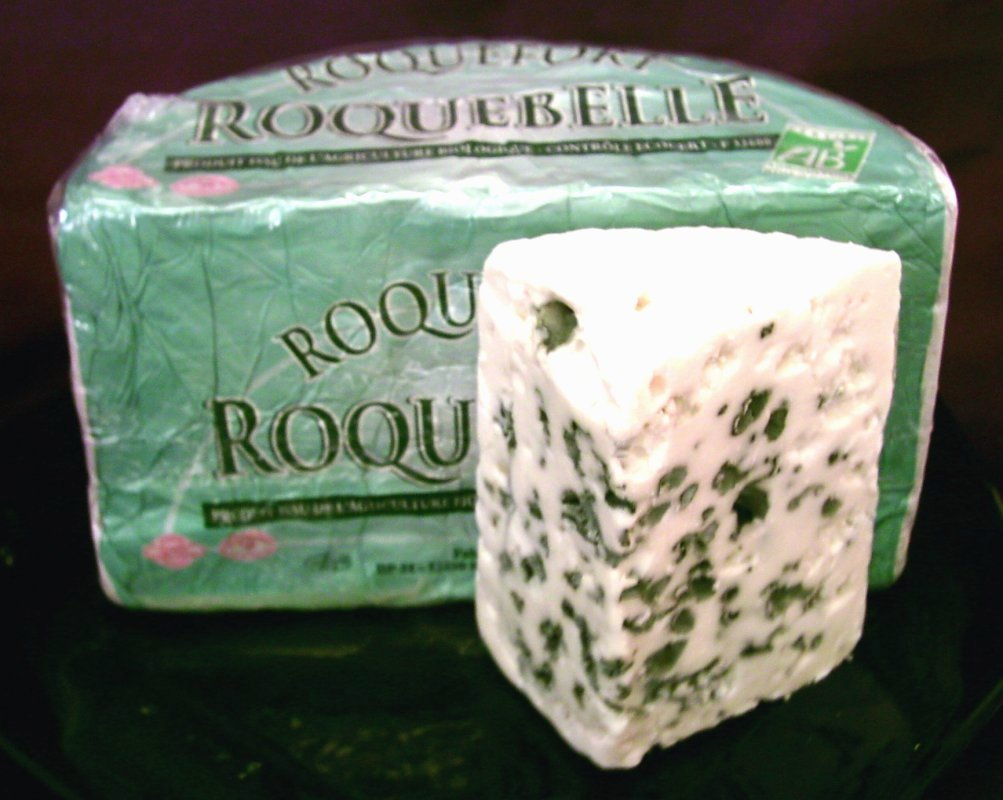
Roquefort.

- Raclette, Bretagne, Franche-Comté, Rhône-Alpes
  - Raclette de Savoie, Savoie
- Racotin, Bourgogne
- Ramequin, Rhône-Alpes
- Rebarba, Aveyron, Gard, Hérault, Lozère
- Reblochon, Haute-Savoie et Savoie, Rhône-Alpes AOC 1976 
  - Reblochon fermier, Rhône-Alpes, Haute-Savoie, canton de Thônes AOC 1976
- Régal
  - Régal de Bourgogne,
  - Régal des moines, Bourgogne
- Rhum de cœur, Pas-de-Calais
- Rigotte, Rhône-Alpes
  - Rigotte d'Échalas, Rhône-Alpes
  - Rigotte de Condrieu, Rhône, Loire
  - Rigotte de Pélussin, Loire
  - Rigotte des Alpes, Rhône-Alpes
  - Rigotte de Sainte-Colombe, Savoie
  - Rigotte du Troyet, Loire
- Rocamadour, Périgord et Quercy AOC 1995
- Rochebaron, Auvergne
- Rocher Nantais, Loire Atlantique, Pays de la Loire
- Rocroi, Ardennes
- Rodez, Aveyron
- Rogallais, Ariège
- Rogerets
  - Rogeret de Lamastre, Ardèche, Rhône-Alpes
  - Rogeret des Cévennes, Gard
- Rollot, Picardie
- Rond
  - Rond de Lusignan, Poitou
  - Rond pis, Bourgogne
- Ronde de Gâtine, Poitou
- Roquefort, causses et vallées de l'Aveyron AO 1925, AOC 1979, AOP 1996
- Rosace de Reims, Champagne-Ardennes
- Rotondo, Corse
- Roue de Ris, Puy-de-Dôme, Auvergne
- Roucoulons, Haute-Saône, Franche-Comté
- Rouelle, Languedoc
- Rouleau de Beaulieu, Ardèche, Rhône-Alpes
- Rove de Provence
- Ruffec, Poitou, Charentes

## S
- Sablé de Wissant, Pas-de-Calais
- Sableau, Poitou, Charentes
- Saint Agur, Haute-Loire, Auvergne

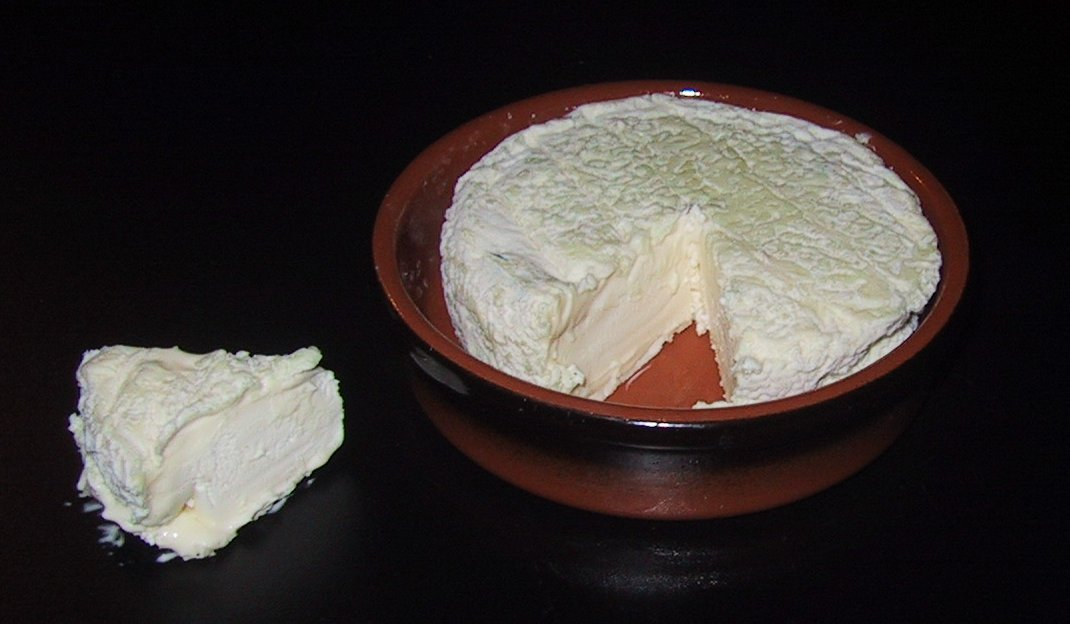
Saint-félicien.

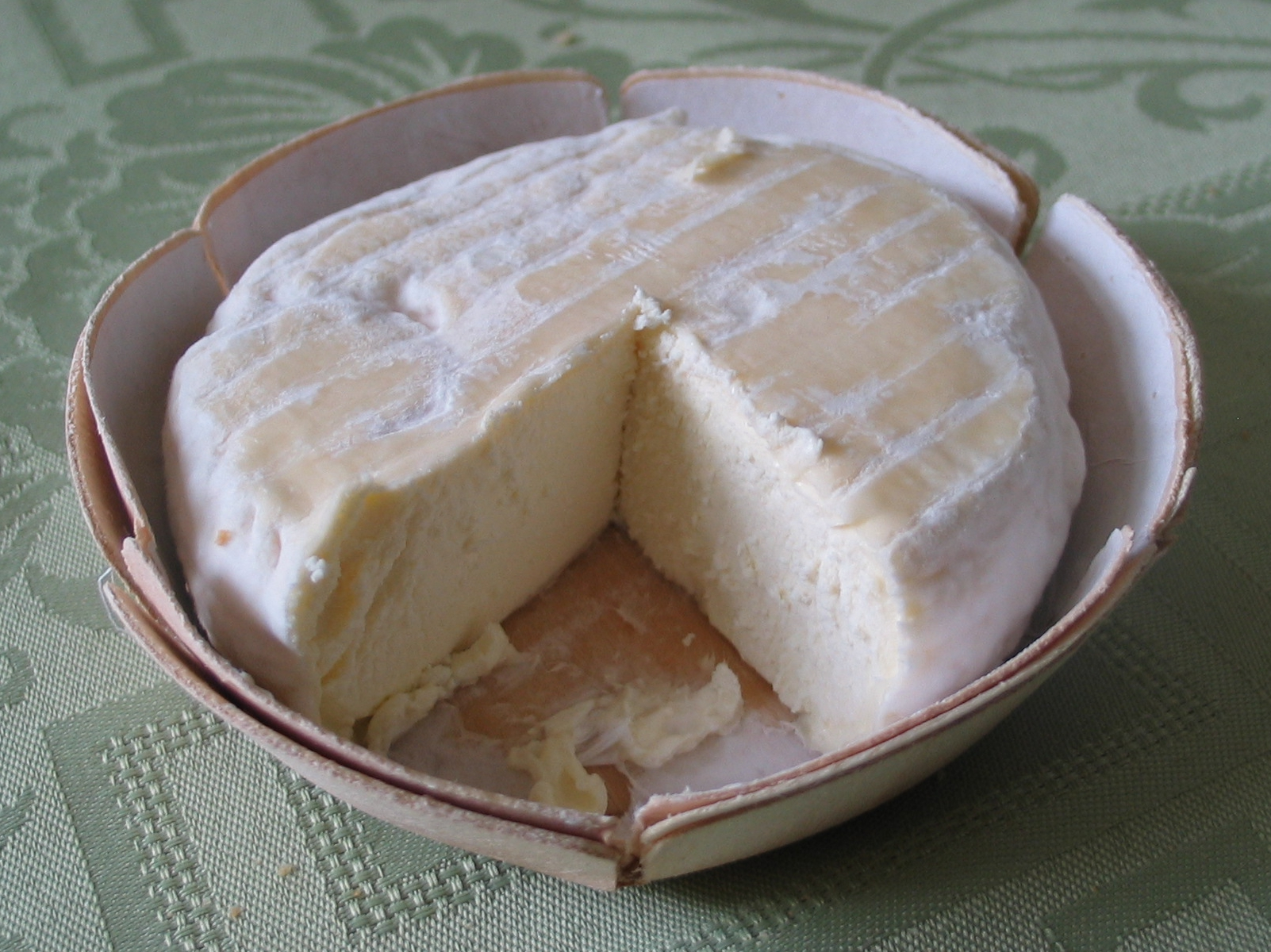
Saint-marcellin.

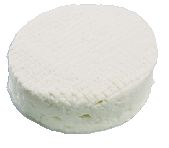
Saint-florentin.

- Saint Albray, Pyrénées Atlantiques
- Saint-algue, Nord
- Saint André, Aveyron, Normandie
- Saint-félicien, Dauphiné ou Ardèche
- Saint-florentin, Yonne, Bourgogne
- Saint-foin, vers Rambouillet, Yvelines, Île-de-France
- Saint-gelais, Poitou, Charentes
- Saint-laurent, Hautes-Alpes
- Saint-marcellin, Dauphiné
- Saint-nectaire, Puy-de-Dôme et Cantal, Auvergne, AOC 1979
- Saint-paulin, Bretagne, Normandie, Maine, Nord-Pas-de-Calais et la Réunion[réf. nécessaire]
- Sainte-maure-de-touraine, Touraine, Centre Val de Loire AOC 1990
- Salers, Cantal, Auvergne AOC 1979
- Sartinese, Corse-du-Sud, Corse
- Savaron, Auvergne
- Selles-sur-cher, Centre-Val-de-Loire, AOC 1975
- Sérac, Savoie
- Sarasson, Rhône-Alpes, Auvergne
- Soumaintrain, Bourgogne et pays briard, Seine-et-Marne, Île-de-France

## T
- Tarentais, Haute-Tarentaise, Savoie
- Taupinière de Charente, Charentes
- Templais, Aquitaine
- Thérondels, Aveyron
- Thollon, Savoie, Haute-Savoie
- Tignard, Savoie
- Ti Pavez, Bretagne
- Tommes ou tomes :
  - Tomme blanche, Savoie
  - Tomme catalane, Pyrénées Orientales, Roussillon
  - Tomme crayeuse, Savoie
  - Tomme d'Annot, arrière-pays niçois, Provence-Alpes-Côte d'Azur
  - Tomme d'Arles, Camargue, Provence
  - Tomme de Provence, dite tomme à l'ancienne, Provence
  - Tomme de Banon à la sariette, Provence
  - Tomme de Banon au poivre, Provence
  - Tome de Belley ou chevret, Ain, Rhône-Alpes
  - Tome de Corse, Corse
  - Tomme de Faucigny, Haute-Savoie
  - Tomme de l'Auxois, Bourgogne
  - Tomme au foin, Picardie
  - Tomme de Montagne ou Tomme d'Auvergne, Auvergne
  - Tome de Lévéjac, Lozère
  - Tomme de Lomagne, Midi-Pyrénées
  - Tomme de l'Ubaye, Alpes-de-Haute-Provence
  - Tomme de Rilhac, Auvergne
  - Tomme de Romans, Drôme, Rhône-Alpes
  - Tomme de Savoie, Savoie et Haute-Savoie
    - Tomme au fenouil, Savoie
    - Tomme au marc de raisin, Savoie et Haute-Savoie
    - Tomme céronnée, Savoie

  - Tomme de Seyssel, Haute-Savoie
  - Tomme de Thônes, Haute-Savoie
  - Tomme de Val d'Isère, Savoie
  - Tome des Bauges, Savoie, Haute-Savoie
  - Tomme fermière des Hautes-Vosges, Alsace
  - Tomme forte de Savoie, Savoie
  - Tomme des Pyrénées, Pyrénées
  - Tome fraîche (pour l'aligot, la truffade, etc.), Aveyron, Cantal, Lozère
  - Tomme des Quatre Dames de Forcalqier, Alpes-de-Haute-Provence
  - Tomme du Champsaur
  - Tomme du Jura, Franche-Comté
  - Tomme du Limousin, Limousin
  - Tomme du Mont-Cenis, Savoie
  - Tome du Poitou, Poitou
  - Tome de Rhuys, Bretagne
  - Tomme du Morvan, Bourgogne
  - Tomette de brebis, Hautes-Pyrénées
  - Tommette de Cluny, Bourgogne
- Toucy, Centre
- Tourmalet, Hautes-Pyrénées
- Tournon-saint-pierre, Touraine, Centre Val de Loire
- Tourrier de l'aubier, Jura, Franche-Comté
- Tourrée de l'Aubier, Moselle, Lorraine
- Tracle, Bugey, Savoie
- Trappe Échourgnac, Échourgnac, Dordogne
- Trèfle, Eure-et-Loir et Loir-et-Cher, Centre Val de Loire, Orne, Basse-Normandie et Sarthe, Pays de Loire
- Tricorne de Marans, Charentes
- Trinqueux, Bourgogne
- Trou du Cru, Côte d'Or, Bourgogne
- Trois cornes, Poitou, Charentes
- Troyen cendré, Champagne
- Truffe de Valensole, Alpes-de-Haute-Provence.
- Truffe de Ventadour, Corrèze

## U
- U Muntagnolu, Haute-Corse

## V
- Vacherins
  - Vacherin d'Abondance, Savoie
  - Vacherin des Bauges, Savoie
  - Vacherin du Haut-Doubs ou mont d'or, Franche-Comté, AOC 1981
- Vachard, monts du Forez, Loire
- Vache qui rit, Jura, Franche-Comté
- Valaine, Pays de Caux, Seine-Maritime, Haute-Normandie
- Valençay, Berry, AOC 1998
- Vallée d'Ossau, Béarn
- Velay, Haute-Loire
- Venaco, Haute-Corse
- Vendôme bleu ou cendré, Orléanais, Centre Val de Loire
- Vernet, Allier
- Vesontio, Franche-Comté
- Vieux Boulogne ou sablé du Boulonnais, Pas-de-Calais
- Vieux Corse, Corse
- Vieux Lille, Flandre française
- Vieux Moulin, Pas-de-Calais.[réf. nécessaire]
- Vieux pané, Mayenne,
- Vieux Samer, Pas-de-Calais
- Vignelait, Seine-et-Marne
- Villageois, Poitou, Charentes
- Villefranchois, Aveyron[réf. nécessaire]
- Void, Meuse

## X
- Xaintray, Poitou, Charentes